# Labuť
Labuť är en sjö i Tjeckien.   Den ligger i regionen Södra Böhmen, i den centrala delen av landet, 80 km söder om huvudstaden Prag. Labuť ligger 450 meter över havet. Arean är 0,89 kvadratkilometer. Trakten runt Labuť består till största delen av jordbruksmark. Den sträcker sig 1,4 kilometer i nord-sydlig riktning, och 2,1 kilometer i öst-västlig riktning.
Följande samhällen ligger vid Labuť:
- Myštice (271 invånare)